# Бадерска клисура
Бадерската клисура (позната и като Пърнарска клисура) е епигенетичен пролом в долното течение на река Пчиня в Северна Македония.
Простира се между село Бадер в Скопската котловина до вливането на реката в река Вардар. Дължината на пролома е 9,5 км. Реката се всича между ридовете Каменица (479 м) и Ветерски рид (508 м), на изток и Мрамор (418 м) и Пърнар (489 м), на запад.
Успоредно на пролома преминава шосейният път, свързващ Велес със Скопие.